# آزیتا حاجیان
آزیتا حاجیان (زادهٔ ۲۱ دی ۱۳۳۶) بازیگر ایرانی سینما، تلویزیون و تئاتر است. او پس از پایان تحصیلات دبیرستان، موفق به دریافت مدرک کارشناسی در رشتهٔ بازیگری و کارگردانی تئاتر از دانشکده هنرهای دراماتیک دانشگاه هنر تهران شد.
به گفتهٔ ایرج مصداقی، حاجیان طی سرکوب‌های دهه ۱۳۶۰ مدتی دستگیر شد و ممنوع‌التصویر بود و همچنین زمینهٔ حضور همسر سابقش محمدرضا شریفی‌نیا را در سینما به وجود آورده است. شریفی‌نیا در طول سال‌های دهه ۱۳۶۰ به‌خاطر ارتباط با گروه‌های چپ‌گرا، زندانی و به اعدام محکوم شده بود.

## زندگی
آزیتا حاجیان، با نام هنری (برای مدتی) هدی حاجیان در سال ۱۳۳۶ در ملایر زاده شد. همسر پیشین وی محمدرضا شریفی‌نیا است که صاحب دو فرزند به نام‌های مهراوه شریفی‌نیا و ملیکا شریفی‌نیا هستند. فرزندان آزیتا حاجیان هم در رشتهٔ بازیگری فعالیت می‌کنند و هم دارای مدرک کارشناسی بازیگری و کارگردانی تئاتر از دانشکدهٔ هنرهای دراماتیک دانشگاه هنر تهران هستند.
آغاز فعالیت هنری او از سال ۱۳۵۴ با نمایش خورشید خانم آفتاب کن بود. از دیگر نمایش‌های او می‌توان به بهرام چوبین، ژاندارک، نسل آواره، نمایش بی‌کلام، دایرهٔ گچی قفقازی و… اشاره کرد.
حاجیان، فعالیت در سینما را از سال ۱۳۶۸ با فیلم دزد عروسک‌ها ساختهٔ محمدرضا هنرمند آغاز نمود. وی در سال ۱۳۷۷ در هفدهمین دورهٔ جشنواره بین‌المللی فیلم فجر برای بازی در فیلم روبان قرمز برندهٔ سیمرغ بلورین بهترین بازیگر نقش اول زن در بخش بین‌الملل شد.

## فیلم‌شناسی

### سینمایی
| سال  | نام فیلم                | کارگردان         |
| ---- | ----------------------- | ---------------- |
| ۱۴۰۲ | معجزه پروین             | محمدرضا ورزی     |
| ۱۳۹۹ | خط فرضی                 | فرنوش صمدی       |
| ۱۳۹۵ | زیر سقف دودی            | پوران درخشنده    |
| ۱۳۹۴ | ماه در جنگل             | سیامک شایقی      |
| ۱۳۹۲ | لاله                    | اسدالله نیک‌نژاد  |
| ۱۳۸۷ | شیرین                   | عباس کیارستمی    |
| ۱۳۸۷ | کیمیا و خاک             | عباس رافعی       |
| ۱۳۸۷ | تاکسی نارنجی            | ابراهیم وحیدزاده |
| ۱۳۸۶ | سایه‌ها                  | حسین شهابی       |
| ۱۳۸۶ | خواب زمستانی            | سیامک شایقی      |
| ۱۳۸۶ | دیوار                   | محمدعلی طالبی    |
| ۱۳۸۶ | محیا                    | اکبر خواجویی     |
| ۱۳۸۴ | باغ فردوس، پنج بعدازظهر | سیامک شایقی      |
| ۱۳۸۲ | شمعی در باد             | پوران درخشنده    |
| ۱۳۸۲ | معادله                  | ابراهیم وحیدزاده |
| ۱۳۷۹ | موج مرده                | ابراهیم حاتمی‌کیا |
| ۱۳۷۷ | روبان قرمز              | ابراهیم حاتمی‌کیا |
| ۱۳۷۵ | ابر و آفتاب             | محمود کلاری      |
| ۱۳۷۳ | آدم‌برفی                 | داوود میرباقری   |
| ۱۳۷۳ | راه افتخار              | داریوش فرهنگ     |
| ۱۳۷۲ | راز گل شب‌بو             | سعید خورشیدیان   |
| ۱۳۷۱ | دایان باخ               | فرهاد پوراعظم    |
| ۱۳۷۱ | هنرپیشه                 | محسن مخملباف     |
| ۱۳۷۰ | اوینار                  | شهرام اسدی       |
| ۱۳۶۹ | سفر جادویی              | ابوالحسن داوودی  |
| ۱۳۶۸ | دزد عروسک‌ها             | محمدرضا هنرمند   |

### مجموعه‌های تلویزیونی
| سال تولید | نام مجموعه                    | کارگردان          | توضیحات          |
| --------- | ----------------------------- | ----------------- | ---------------- |
| ۱۴۰۱      | دفتر یادداشت                  | کیارش اسدی‌زاده    | نمایش خانگی      |
| ۱۳۹۹      | نجلا                          | خیرالله تقیانی‌پور | شبکه سه سیما     |
| ۱۳۹۷      | سال‌های دور از خانه            | مجید صالحی        | شبکه نمایش خانگی |
| ۱۳۹۷      | بازی نقاب‌ها                   | سیروس حسن‌پور      | شبکه دو          |
| ۱۳۹۶      | روزهای بهتراپیزود (گذر از مه) | حمیدرضا لوافی     | شبکه یک و سه     |
| ۱۳۹۴      | کیمیا                         | جواد افشار        | شبکه دو          |
| ۱۳۹۱      | رؤیای گنجشک‌ها                 | راما قویدل        | شبکه دو          |
| ۱۳۹۰      | تا ثریا                       | سیروس مقدم        | شبکه یک          |
| ۱۳۸۸      | سال‌های مشروطه                 | محمدرضا ورزی      | شبکه یک          |
| ۱۳۸۷      | آینه‌های نشکن                  | جواد اردکانی      | شبکه یک          |
| ۱۳۸۶      | ساعت شنی                      | بهرام بهرامیان    | شبکه یک          |
| ۱۳۸۱      | سفر سبز                       | محمدحسین لطیفی    | شبکه سه          |
| ۱۳۸۰      | آخرین روزهای شاد بودن         | حجت قاسم‌زاده اصل  |                  |
| ۱۳۷۹      | همسایه‌ها                      | محمدحسین لطیفی    | شبکه سه          |
| ۱۳۷۵      | زیر چتر خورشید                | بهمن زرین‌پور      | شبکه دو          |
| ۱۳۷۵      | امام علی                      | داوود میرباقری    |                  |
| ۱۳۷۵      | دومین انفجار                  | نادر مقدس         |                  |
| ۱۳۷۴      | دبیرستان خضراء                | اکبر خواجویی      | شبکه دو          |
| ۱۳۷۳      | تعطیلات خوش بگذره             | سیما ایلخان       |                  |
| ۱۳۷۳      | آوای فاخته                    | بهمن زرین‌پور      | شبکه یک          |
| ۱۳۷۱      | آپارتمان                      | اصغر هاشمی        | شبکه یک          |

### بازیگردان
- جنگ کودکانه (۱۳۸۳)
- روایت سه‌گانه (اپیزود اول، یک آرزوی کوچک) (۱۳۸۲)

## جوایز و افتخارات
- برندهٔ جایزهٔ بهترین بازیگر نقش اول زنبرای فیلم روبان قرمز در هفدهمین جشنوارهٔ فیلم فجر (۱۳۷۷)، بخش بین‌الملل
- نامزد جایزهٔ بهترین بازیگر نقش مکمل زن برای فیلم خط فرضی از سی و نهمین جشنوارهٔ فیلم فجر (۱۳۹۹)